# شيفاي (فلم)
شيفاي (بالإنجليزية: Shivaay) هو فيلم إثارة ودراما هندي لعام 2016، صدر في 28 أكتوبر 2016، وهو من إخراج وإنتاج أجاي ديفجان.
يحكي عن قصه متسلق لجبال الهيمالايا والمصاعب التي يواجهها لحماية عائلته.

## طاقم الممثلين
- أجاي ديفجان
- سيشا سايجال
- اريكا كار
- فيرداس
- غورو/ شيفاي

## وصلات خارجية
- شيفاي على موقع IMDb (الإنجليزية)
- شيفاي على موقع روتن توميتوز (الإنجليزية)
- شيفاي على موقع قاعدة بيانات الأفلام العربية
- شيفاي على موقع ألو سيني (الفرنسية)
- شيفاي على موقع فيلمافينيتي (الإسبانية)
- شيفاي على موقع قاعدة بيانات الفيلم (الإنجليزية)
- شيفاي على موقع ليتربوكسد (الإنجليزية)
- شيفاي على موقع كينوبويسك (الروسية)